# Pegomya furva
Pegomya furva este o specie de muște din genul Pegomya, familia Anthomyiidae. A fost descrisă pentru prima dată de Ringdahl în anul 1938. Conform Catalogue of Life specia Pegomya furva nu are subspecii cunoscute.